# CRドルフィンダイブ
CRドルフィンダイブは、藤商事のデジパチタイプのパチンコ。2005年11月に導入が開始された。
パチンコメーカー各社がこぞって開発した海物語シリーズの亜流機種のひとつだが、本家よりも先に遊パチスペックを導入した機種である。

## スペック
| 型式 | 大当たり確率  | 確変割合           | 賞球数    | ラウンド数          | 時短                    |
| ---- | ------------- | ------------------ | --------- | ------------------- | ----------------------- |
| F    | 1/397→1/39.7  | 62%（うち突確8%）  | 3&4&10&15 | 15ラウンド9カウント | 通常大当たり終了後100回 |
| C    | 1/293→1/29.3  | 60%（うち突確20%） | 3&4&10&14 | 15ラウンド9カウント | 通常大当たり終了後70回  |
| W    | 1/97.7→1/9.77 | 46%（うち突確8%）  | 3&4&10&15 | 4ラウンド9カウント  | 通常大当たり終了後50回  |

## 演出

### 予告
- ヤドカリ予告

図柄間にあるヤドカリが顔を出す。
- 図柄丸見え予告

変動中に特定の図柄が濃く映る。基本的にその図柄絡みのリーチになるが、矛盾すれば期待大。
- ドルフィンフラッシュ予告

盤面右上にあるイルカの約物が回転する。
- クラゲ予告

海物語シリーズの「泡予告」に相当。クラゲの色で期待度を示す。
白＞黄＞青＞緑＞赤（当たれば確確）
- イルカ群予告

海物語シリーズの「魚群予告」に相当。
青＞黄＞緑＞赤＞金
左から流れる金イルカ群は確確

### リーチ演出
- 竜宮城リーチ

海物語シリーズの「珊瑚礁リーチ」に相当。
- ライトアップリーチ

海物語シリーズの「黒潮リーチ」に相当。
- パインリーチ

海物語シリーズの「マリンちゃんリーチ」に相当。
※「ボタンを押せ」指示は確確（奇数直当たり）or突確（コインゲット）になる。

### モード演出
- イルカ群潜伏モード

イルカ群が出現すれば期待大になるモード。ただし内部的に特別な状態ではない。
- イルカ群高確モード

突確当選時に移行するモード。いわゆる確変状態。